# Co-op-modus
Co-op-modus (ook gespeld als coöpmodus), vaak afgekort tot co-op of coöp (Engels: co-op), is een spelmodus voor computerspellen waarin meerdere spelers samen missies kunnen spelen. 
Twee typen co-op worden onderscheiden: lokale en online co-op. Met lokale co-op wordt geen gebruik van het internet gemaakt om samen te werken. In plaats daarvan kunnen spelers bijvoorbeeld samen op eenzelfde toetsenbord of met verschillende gamepads spelen. Een veelgebruikte techniek om lokale co-op te laten werken is door gebruik te maken van een split screen, waar het beeldscherm wordt onderverdeeld en gesegregeerd voor de verschillende spelers. Bij online co-op wordt samen gespeeld op verschillende (spel)computers door met elkaar te verbinden via een computernetwerk.